# Atlantis (Computerspielreihe)
Atlantis ist eine Reihe von Adventurespielen, die zunächst von Cryo Interactive Entertainment entwickelt wurde. Nach dem Bankrott der Firma im Jahr 2002 übernahm Atlantis Interactive Entertainment das Spielkonzept. Die Serie steht in keiner Verbindung zu dem Videospiel Atlantis der Firma Imagic aus dem Jahr 1982.

## Allgemeines
Die Handlung der unterschiedlichen Teile hängen nur lose und in Abhängigkeit vom Entwicklungsstudio zusammen. So haben die ersten zwei Teile dieselbe Hintergrundgeschichte. Teil 3 hingegen enthält nicht mehr viele Elemente der ursprünglichen Rahmenhandlung. Jedoch sind alle Teile noch mehr oder weniger miteinander verknüpft.
Alle Spiele werden ähnlich wie Myst aus der Egoperspektive gespielt und sind komplett in 3D. Zudem besitzen sie eine 360°-Rundumsicht. Bei Atlantis: Das sagenhafte Abenteuer bemängelten die Kritiker, dass es kein Fadenkreuz in der Mitte des Bildschirms gäbe, sodass es dem Spieler zu Beginn schwer falle sich zu orientieren. Bei den Nachfolgespielen wurde deshalb ein Fadenkreuz hinzugefügt.
Während der Spiele sind Puzzlerätsel unterschiedlicher Schwierigkeitsstufen zu lösen. An manchen Stellen kommt es auf die Schnelligkeit des Spielers an. Reagiert dieser falsch oder zu langsam, so stirbt die gespielte Figur.

## Atlantis: Das sagenhafte Abenteuer
Atlantis: Das sagenhafte Abenteuer (orig. Atlantis: The Lost Tales) ist der erste Teil einer Reihe, welche von Cryo Interactive Entertainment entwickelt wurde und am 30. September 1997 von Dreamcatcher Interactive veröffentlicht wurde. Das Spiel ist nach seinem wichtigsten Handlungsort, der Insel Atlantis und der darauf liegenden gleichnamigen Stadt, benannt. Das sagenhafte Abenteuer ist der erfolgreichste Teil, der von Cryo Interactive Entertainment entwickelten drei Spiele der Atlantis-Saga.
Der Spieler übernimmt die Rolle von Eno (im Original Seth), welcher nach Atlantis kommt, um sich den Gefährten um Königin Rhea anzuschließen. Rhea ist wie die meisten Atlanter eine Anhängerin des friedlichen Mondkults der Göttin Ammu. Doch Creon, der Prinzgemahl glaubt an den kriegerischen Sonnenkult des Gottes Sa'at. Creon will seine eigene Macht und die von Sa'at ausbauen und lässt die Königin von der Palastwache entführen, lässt jedoch alles wie eine Entführung durch wilde Fremde aussehen. Er will sich selbst zum König erklären und den Mondkult verbieten lassen. Creon lässt die Gefährten der Königin von seiner Palastwache bewachen und verbietet ihnen das Verlassen der Stadt Atlantis. Doch Eno gelingt mit Hilfe von Agatha und anderen loyal ergebenen Leuten der Königin die Flucht. Der Bruder Agathas, ein junger Flugpilot namens Hektor, hilft Eno bei seiner Suche nach der Königin. Die Bewohner von Atlantis sind im Besitz von Kristallen, mit denen ausgebildete Piloten, allein durch Gedankenkraft, die Flugschiffe steuern können. Eno besucht fünf verschiedene Kontinente, bevor er sie aus ihrem Gefängnis befreien und an einen sicheren Ort bringen kann. Am Ende des Spiels kommt es zu einem finalen Kampf zwischen Creon und Eno. In einem Luftkampf des königlichen Flaggschiffs und Enos Flugschiff trifft Creon leider den Vulkan der Atlanter-Insel. Letzten Endes besiegt Eno den boshaften Creon doch kann auch er den Ausbruch des Vulkans von Atlantis nicht mehr verhindern. Eno kann sich im letzten Moment vor den Lavaströmen in Sicherheit bringen und flieht zusammen mit Anna, einer Freundin von ihm, mit einem Floß von der Insel. Atlantis’ Schicksal war besiegelt und so versank die Insel schließlich in den Weiten des Ozeans.

## Atlantis 2: Beyond Atlantis
Atlantis 2: Beyond Atlantis ist der zweite Teil der Reihe. Das Spiel ist im Aufbau und Design gegenüber Atlantis: Das sagenhafte Abenteuer ähnlich. Nachdem es viele Beschwerden über die Spielsteuerung in Atlantis: Das sagenhafte Abenteuer gegeben hatte, verbesserte das Entwicklerteam diese. Auch das Ableben nach einem falschen Handlungsschritt wurde in diesem Teil entfernt, jedoch in Atlantis: Die neue Welt wieder eingefügt.
Zu Beginn des Spiels befindet sich Hauptcharakter Ten, „Träger des Lichts“ und ein Nachkomme von Eno, im Heimatland Tibet. Als er einen Adler verfolgt gelangt er in das tibetanische Hochland. Dort trifft er auf einen alten Schamanen, dem „Hüter des Kristalls“ von dem Ten erfährt, dass die Bewohner von Atlantis vor einigen Jahrhunderten die undefinierbare Macht, die ihre Insel umgeben hat, in Licht und Dunkelheit aufgespaltet haben. Die Dunkelheit ist in einen Metallkopf eingesperrt worden. Ein paar Bewohner sind zusammen mit dem Licht nach Shambhala aufgebrochen. Als Creon die Dunkelheit aus ihrem Gefängnis befreit hat, ist es Eno gelungen, sie in sich aufzunehmen und wieder einzusperren. Die Bewohner Shambhalas haben zunächst die Dunkelheit und das Licht wieder zusammenführen wollen, haben jedoch Angst gehabt, dass die Dunkelheit das Licht beherrschen hätte können. So sind Eno und alle seine Nachkommen als „Träger des Lichts“ bestimmt worden, und den Bewohnern von Shambhalas wurde die Überwachung der Dunkelheit aufgetragen. Eines Tages erscheint ein Stern am Himmel, der die Energie des Lichts zum Leben erweckt. Ten reist nach Shambhala, um herauszufinden, ob auch die Dunkelheit erwacht ist. Während seiner Reise erhält Ten für das erfolgreiche Lösen von Aufgaben unterschiedliche Steine.
Auf seiner Reise nach Shambhala durchwandert Ten 5 Welten, in denen er in verschiedene Charaktere schlüpft. Während Anfang und Ende der Reise in Tibet und Shambhala festgelegt sind, ist die Reihenfolge der drei anderen Welten beliebig wählbar:
- Land der Mayas: Ten betritt diese Welt als Tepek, ein junges Mitglied des Stammes der Maya. Bei seiner Ankunft in Yucatan erfährt er, dass der Gott Quetzalcoatl (gefiederte Schlange) in einen tiefen Schlaf gefallen ist und die Opfergaben des Königs nicht ausreichen, um ihn wieder zu erwecken. Tezcatlipoca (der Jaguar), Zwillingsbruder von Quetzalcoatl, kann seine Macht immer weiter ausweiten und fordert dem König viel ab. Wenn dieser seinen Bruder nicht wecken kann, wird Tezcatlipoca die Macht übernehmen und als erstes den alten König opfern. In letzter Sekunde gelingt es Ten Quetzalcoatl zu finden und damit die Opferung des Königs abzuwenden.
- Irland: Ten schlüpft in die Rolle des Bruder Felim, einem Mönch. Ten reist mit Hilfe eines Bildes in die Vergangenheit und erfährt von einem uralten Kampf zwischen Nuada, König der Tuahta (Túatha Dé Danann) und Bres (Bress), König der Fomorach (Fomori). Ein Schmied hat für Nuada eine Eisenhand geschmiedet, die jedoch gestohlen wurde. Auf Tens Suche nach der Hand trifft er auf den geistig verwirrten Bruder Finbar. Als Ten nach einem Grund für dieses Verhalten sucht, findet er das Grab von König Ailill. Disher war im Streit von der Göttin Aime ermordet worden. Ten erweckt Ailill wieder zum Leben und mit der Hilfe des Königs gelingt es ihm, die Hand Nuadas zurückzuerobern und König Bres zu besiegen.
- China: Ten ist der Staatsangestellte Wei Yulan, der sich im Kloster „Haus des sich ablagernden Purpurs“ aufhält. Ein dunkler Schatten hat den Durchgang zum Tor versperrt. Die Bewohner sind ratlos, wie sie ihn vertreiben sollen, da alle Exorzisten mit anderen Geistern beschäftigt sind, die über das Land verstreut sind. Einziger Ausweg ist der Exorzist Tan Yun, der allerdings vor 300 Jahren lebte. Für den Fall, dass jemand seine Hilfe braucht, hat er einen gefährlichen Weg in die Vergangenheit geschaffen, von dem jedoch noch keiner zurückgekehrt ist.

Am Ende des Spiels gelangt Ten nach Shambhala. Dort erwartet ihn Rhea, die letzte Königin von Atlantis, die nach dem Untergang von Atlantis nach Shambhala geflohen ist. Mit einem Flugschiff fliegt Eno zu dem untergegangenen Atlantis, dort findet er einen alten Kristall, mit dem die Bewohner von Atlantis ihre Flugschiffe gesteuert haben. Mit dem Kristall bewaffnet kann Ten den Endgegner, die Kreatur aus dem ersten Teil besiegen und somit das Böse endgültig vernichten.

## Atlantis: Die neue Welt
Atlantis 3: Die neue Welt (orig. Beyond Atlantis 2) ist der letzte Teil der Reihe, der von Cryo Interactive Entertainment entwickelt wurde. Während des Spiels kehrt man immer wieder an den Ausgangspunkt des Spiels zurück und erhält neue Informationen.
Die Hintergrundhandlung spielt in einem Teil der Sahara, der in Algerien gelegenen Wüste Hoggar. Dorthin reist im Jahr 2020 eine junge Wissenschaftlerin. Sie ist auf der Suche nach Überresten der versunkenen Welt Atlantis. Nach einem Autounfall lernt sie den jungen Nomaden Targi kennen. Targi versucht, einen für die Wüstenbewohner lebensnotwendigen Brunnen von einer Gruppe Söldner zu befreien, die den Brunnen besetzt haben. Während des Spiels kehrt man immer wieder zu diesem Ausgangspunkt zurück und erhält neue Informationen über die Geheimnisse von Atlantis. Von dort stammt der Metallschädel, der auch schon in den vorhergehenden Teilen eine Rolle gespielt hat. Mit Hilfe des Schädels haben die Bewohner der Stadt Jerusalem einst die Eroberung durch den ägyptischen Pharao Shoshenq abgewehrt. Durch ein Weltentor gelangt die Hauptfigur ähnlich wie in ′′Atlantis 2: Beyond Atlantis′′ in drei verschiedene Hauptwelten, deren Reihenfolge frei wählbar ist:
- Altes Ägypten: ein Psychopomp erzählt dem Spieler von dem ägyptischen Totenkult. Mit der Hilfe des Psychopomps repariert man ein altes Flugschiff der Bewohner von Atlantis. Dies ist einer der wenigen Verbindungen des Spiels zu seinen vorhergegangenen Teilen. Eine Priesterin trägt dem Spieler auf, einen Weg zu finden, die Seele des verstorbenen Pharaos zu retten, damit dieser wiedergeboren werden kann.
- Bagdad: als junger Dieb durchstreift man die Hauptstadt des Iraks, die in eine Zeit aus tausendundeiner Nacht zurückversetzt geworden ist. Dort verliebt er sich in die Tochter eines reichen Kaufmanns, die ihn vor den Wachen ihres Vaters rettet. Um ihr Herz zu gewinnen, muss er ihr eine schwarze Rose bringen.
- Steinzeit: Nach einer fehlgeschlagenen Jagd auf ein Mammut flieht die Archäologin in eine Höhle. Dort stolpert sie und fällt in einen Abgrund. Sie stirbt aufgrund ihrer Verletzungen. Nun als Geist muss sie ihren eigenen Körper wieder zum Leben erwecken. Nach einer erfolgreichen Wiederbelebung bricht sie erneut zu einer Mammutjagd auf.

Nach Lösen aller Aufgaben kehrt der Spieler wieder in die Wüste Hoggar zurück. Nach einem Finalkampf kann die Archäologin Targi befreien und gemeinsam mit ihm fliehen.

## Atlantis Evolution
Atlantis Evolution ist der vierte Teil der Serie. Nach dem Bankrott von Cryo Interactive Entertainment im Jahr 2002 wechselten viele Mitarbeiter zu der neu gegründeten Firma Atlantis Interactive Entertainment, die die Atlantis-Reihe übernahm.
Die Geschichte spielt im Jahr 1904. Der Fotograf Curtis Hewitt befindet sich auf der Heimreise von Patagonien zurück nach New York an Bord eines Schiffs, als ein heftiger Sturm losbricht. In einem Rettungsboot flüchtet er von dem sinkenden Schiff. Auf der offenen See wird er in einen starken Strudel hineingezogen und geht unter. Als er wieder zu Bewusstsein kommt wird er von einem UFO auf die Insel Atlantis gebeamt. Dort haben nach dem Untergang der Insel fünf Bewohner die Herrschaft an sich gerissen. Angeführt vom Göttervater Zanat, dem Schöpfer des Mondes und der Sonne, haben sie sich zu unsterblichen Göttern ausrufen lassen. Dann haben sie die restliche Bevölkerung versklavt und sie zu ewiger Arbeit verdammt. Aufgabe des Spielers ist es, die Bevölkerung aus den Händen der Sklaverei zu befreien und den Göttern ihre Macht zu nehmen. Auf seiner Reise trifft er auf eine Gruppe Rebellen, die sich in einem Wald verstecken, um nicht von der Gefolgschaft der Götter gefangen genommen zu werden.

## Atlantis 5: Das heilige Vermächtnis
Atlantis: Das heilige Vermächtnis (orig. The Secrets of Atlantis) ist der zuletzt erschienene Teil der Serie. Es wurde am 27. November 2006 veröffentlicht.
Die Geschichte beginnt im Jahr 1937. Der junge Ingenieur Howard Brooks befindet sich an Bord der Hindenburg auf dem Rückflug nach New York, als es zu einem Maschinenproblem kommt. Kurz darauf wird Brooks von Unbekannten überfallen. Sie suchen ein altes Erbstück, das Brooks von seinem Vater kurz vor dessen Tod erhalten hatte. Brooks erfährt, dass er der letzte Nachkomme der Bewohner von Atlantis ist. Daraufhin bricht er zu einer weltumspannenden Reise auf, um mehr über seine Vergangenheit und seine die seiner Vorfahren zu erfahren. Bald erkennt er, dass Atlantis nicht nur eine Sage ist, sondern auch wirklich existiert. Von da an konzentriert sich seine Suche nach dem geheimnisvollen Ort. Seine Reise führt ihn unter anderem nach Macau, Mesopotamien und New York.